# Новояковлівка
Новоя́ковлівка — село в Україні, у Комишуваській селищній громаді Запорізького району Запорізької області. Населення становить 566 осіб. До 2016 року орган місцевого самоврядування — Новояковлівська сільська рада.

## Географія
Село Новояковлівка розташоване за 2 км від сіл Новобойківське, Запасне і Павлівка (Василівський район). Відстань до обласного центру — 54 км, до міста Оріхів — 42 км, до найближчої залізничної станції Фісаки — 15 км. Біля села бере початок річка Сухий Янчекрак.

## Історія
Село засноване 1861 року вихідцями із села Жеребець.
7 (20) листопада 1917 року, відповідно до Третього Універсалу Української Центральної Ради, увійшло до складу Української Народної Республіки.
10 серпня 2016 року, в ході децентралізації, Новояковлівська сільська рада об'єднана з Комишуваською селищною громадою.
12 червня 2020 року, відповідно до Розпорядження Кабінету Міністрів України від № 713-р «Про визначення адміністративних центрів та затвердження територій територіальних громад Запорізької області», увійшло до складу Комишуваської селищної громади.
19 липня 2020 року, в результаті адміністративно-територіальної реформи та ліквідації Оріхівського району, село увійшло до складу Запорізького району.
З початку російського вторгнення в Україну село Новояковлівка регулярно піддається обстрілам з боку російських окупантів з непідконтрольної тимчасово окупованої території України.
19 липня 2022 року близько 17.30 год російський ворог обстріляв село. Є пошкодження житлових будинків.
19 жовтня 2022 року окупанти завдали ракетного удару по будівлі закладу освіти, яка зазнала суттєвих руйнувань.

## Об'єкти соціальної сфери
- Школа.
- Дитячий садочок.
- Будинок культури.
- Фельдшерсько-акушерський пункт.

## Пам'ятки
Поблизу села Новояковлівки є декілька курганів, серед яких великий під назвою Галинська могила.

## Особистості
В селі народився Худас Михайло Миколайович (1919—1990) — український радянський скульптор.